# 엑스터시 (영화)
엑스터시(Ekstase, Ecstasy)는 오스트리아에서 제작된 구스타프 마차티 감독의 1933년 드라마, 멜로/로맨스 영화이다. 헤디 라머 등이 주연으로 출연하였다.

## 출연

### 주연
- 헤디 라머